# Gustav Heinrich von Lamparter

Gustav Heinrich Lamparter als Student in Tübingen

Gustav Heinrich Lamparter, ab 1879 von Lamparter (* 29. Oktober 1826 in Gruibingen; † 23. August 1898 in Stuttgart), war ein württembergischer Oberamtmann und Regierungspräsident.

## Leben
Gustav Heinrich Lamparter war ein Sohn des Pfarrers Johann Konrad Lamparter († 1828 in Gruibingen bei Geislingen in Württemberg). 
Um das Jahr 1846 wurde Lamparter als Student in Tübingen aufgenommen und wurde Mitglied der Studentenverbindung Landsmannschaft Ghibellinia Tübingen. 1849 legte er die erste und 1850 die zweite Dienstprüfung beim Departement des Innern ab. Von 1851 bis 1858 arbeitete er als Oberamtsaktuar beim Oberamt Hall, danach bis 1863 als Stadtdirektionssekretär bei der Stadtdirektion Stuttgart. Von 1863 bis 1864 war er Oberamtmann in Saulgau, von 1864 bis 1870 in Neckarsulm und von 1870 bis 1875 in Rottenburg am Neckar. In Rottenburg verwaltete er auch das Arbeitshaus. 1875 wechselte er als Regierungsrat zum Ministerium des Inneren (Abteilung für Straßen- und Wasserbau) in Stuttgart, 1881 wurde er dort Oberregierungsrat. Von 1884 bis 1889 war er Direktor bei der Regierung des Jagstkreises in Ellwangen
und von 1889 bis 1894 Regierungspräsident des Donaukreises in Ulm. 1894 trat Gustav Heinrich von Lamparter in den Ruhestand.

## Ehrungen, Nobilitierung
- 1869 Ritterkreuz des Friedrichs-Ordens
- 1879 Ritterkreuz 1. Klasse des Ordens der Württembergischen Krone,[2] mit dem der persönliche Adel verbunden war
- 1883 Ehrenritterkreuz des Ordens der Württembergischen Krone
- 1885 Kommenturkreuz 2. Klasse des Friedrichs-Ordens
- 1894 Kommenturkreuz des Ordens der Württembergischen Krone

## Archivalien
- Hauptstaatsarchiv Stuttgart, Bestand E 146 Ministerium des Inneren III (Findbuch).